# Alter Friedhof (Eitorf)

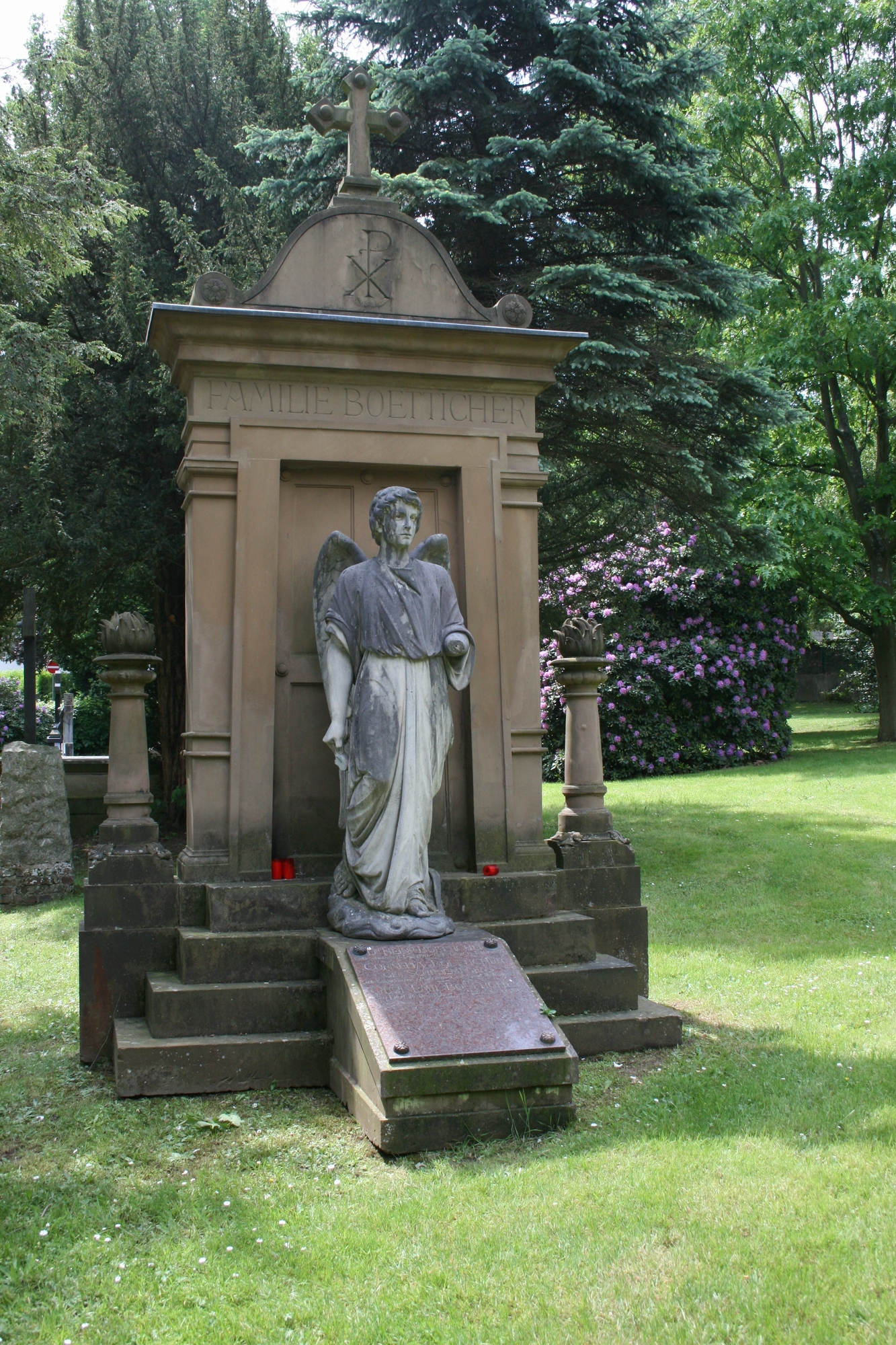
Die Grabstätte des Spirituosenherstellers Bötticher

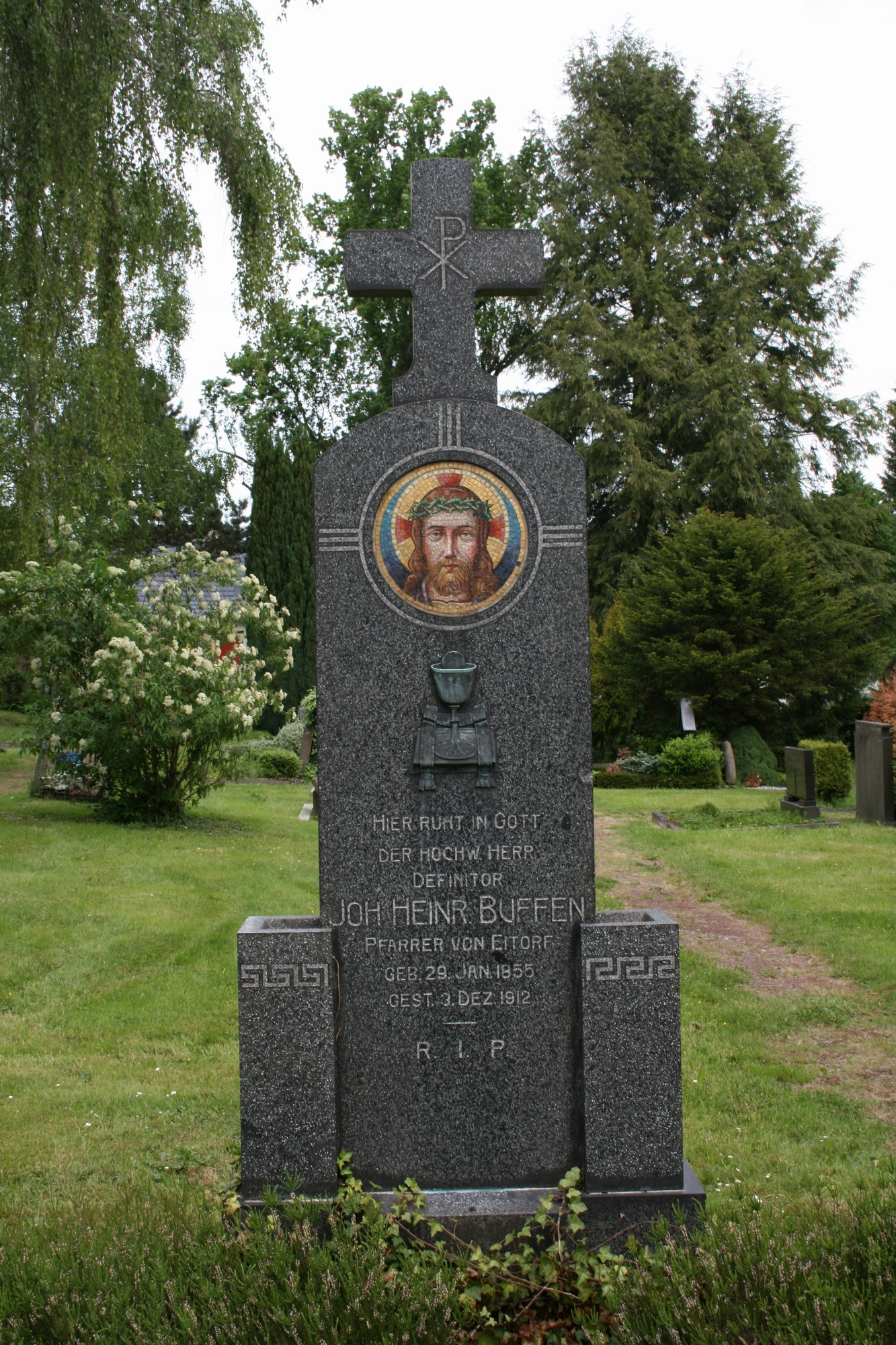
Das Grab des Eitorfer Pfarrers Buffen

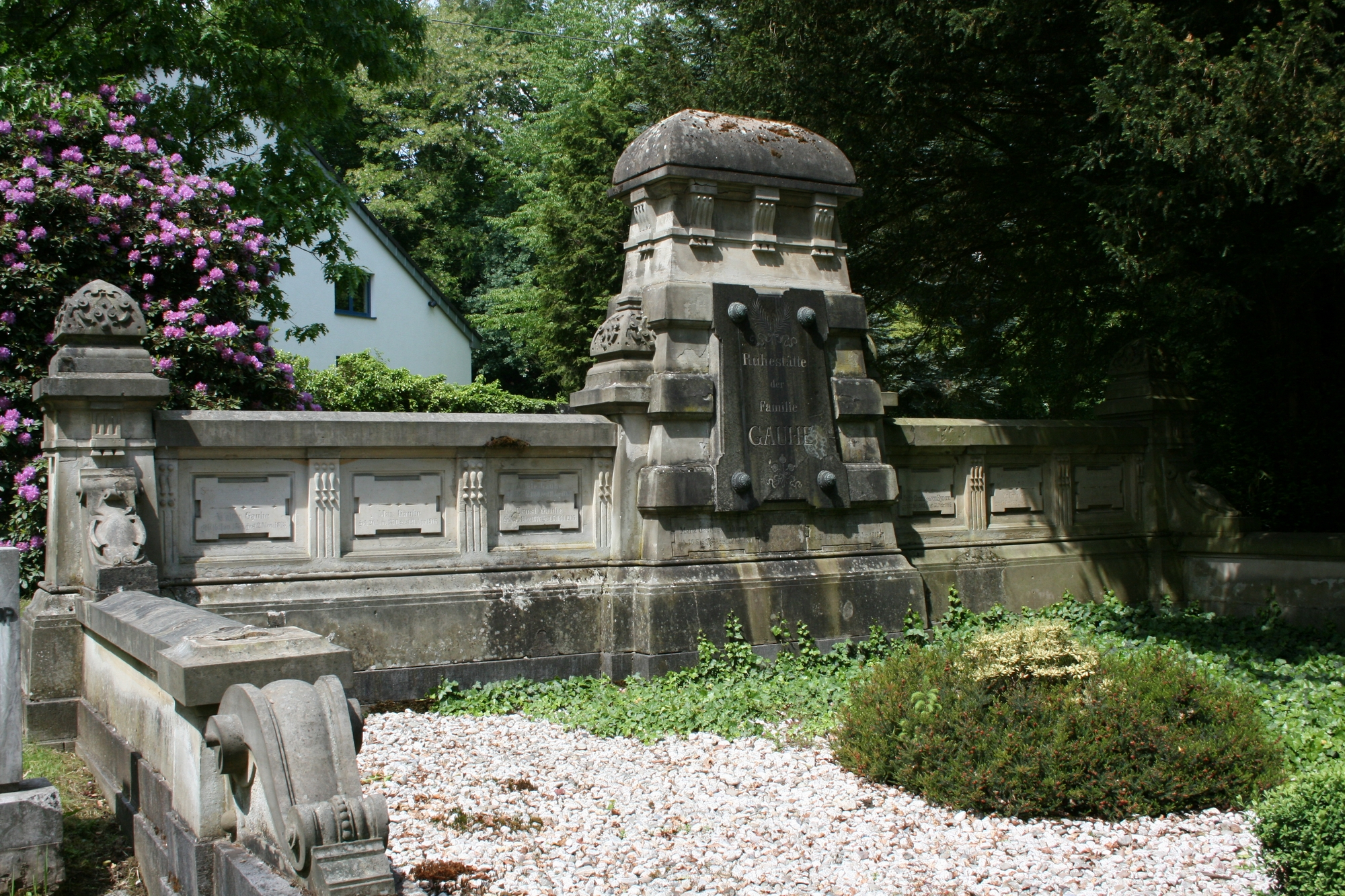
Das Familiengrab der Industriellenfamilie Gauhe

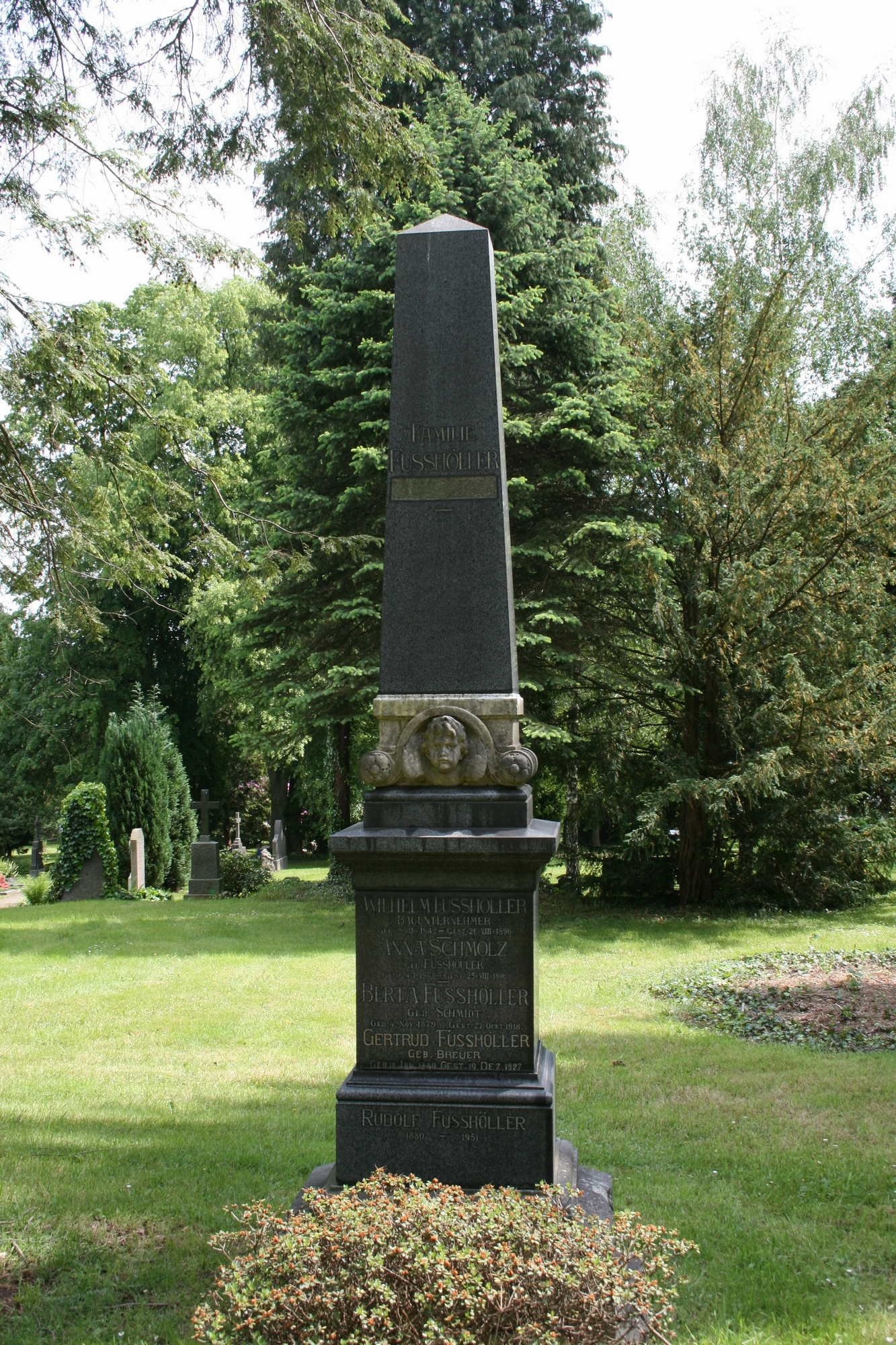
Die Grabstätte der Familie Fusshöller

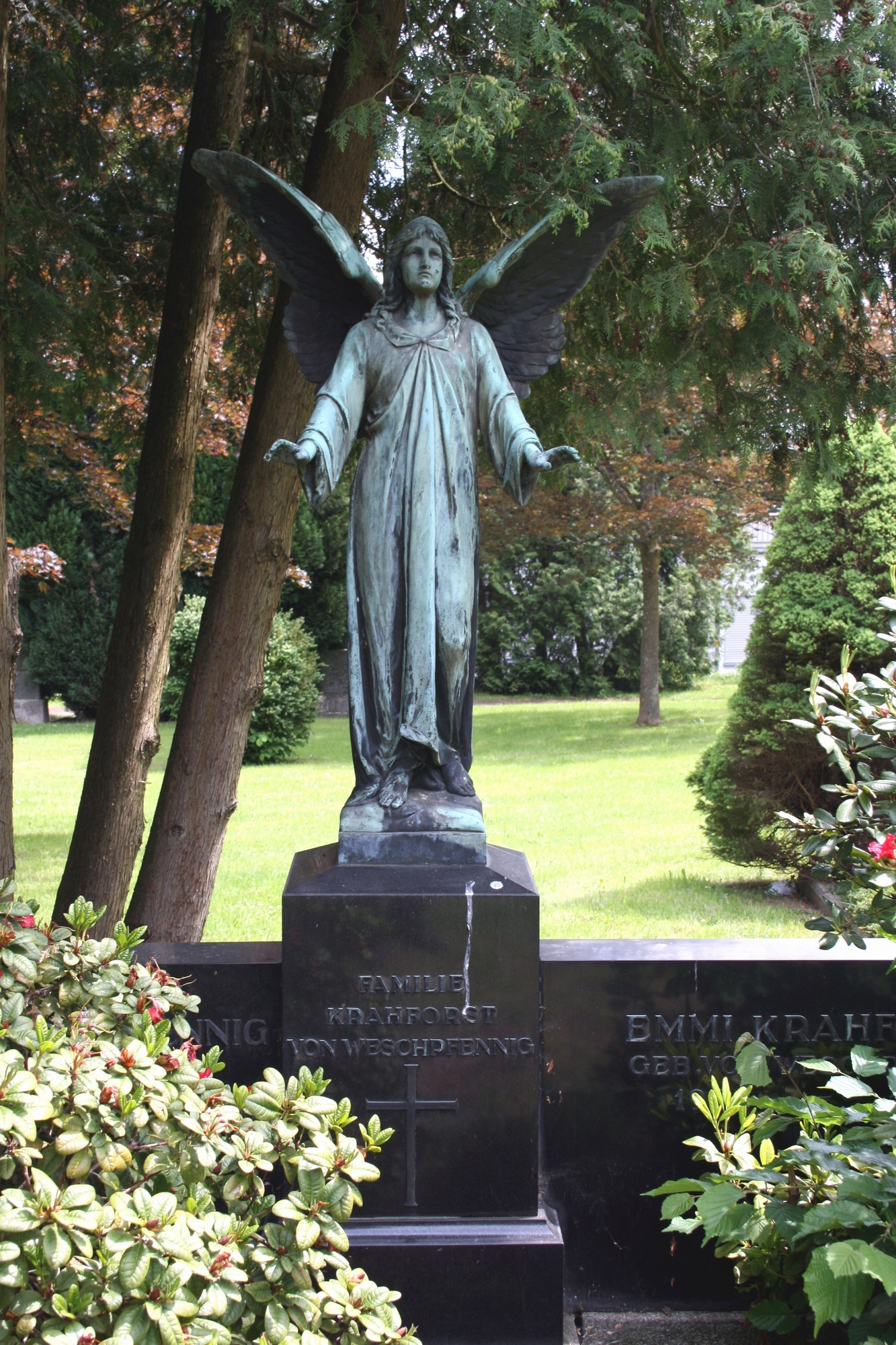
Das Grab der Familie Krahforst von Weschpfennig

Der Alte Friedhof in Eitorf wurde von 1805 bis 1967 als Beerdigungsstätte genutzt. Das inzwischen parkähnliche Gelände im Zentrum von Eitorf steht mit seinen verbliebenen Grabstätten unter Denkmalschutz. Die Parkanlage ist seit 1988 in die „Erfassung der historischen Gärten und Parks in der Bundesrepublik Deutschland“, erstellt vom Deutschen Heimatbund, aufgenommen.

## Geschichte
Im Mittelalter bestand der Eitorfer Friedhof um die alte Kirche auf dem Marktplatz. Dieser sollte 1788 wie überall aus hygienischen Gründen aus der Ortsmitte verlegt werden. Da die Eitorfer Bürger das Abtragen der bis zu drei Meter hohen Friedhofsmauer und den Abtransport der dahinter liegenden ein Meter hohen Erdmassen nicht erledigen wollten, wurde Militär nach Eitorf geordert. Mehrere Personen, darunter der Vikar, der Sturm läutete und der Förster, der sich weigerte, auf die Menge zu schießen, wurden verhaftet. Das Militär erzwang den Abbruch der Kirchenmauer und ebenso die Einweihung eines neuen Friedhofes binnen zwei Tagen. Dieser entstand im Bereich zwischen Schmidtgasse und Goethestraße, genannt Äuelchen und wurde am 16. Juli 1788 eingeweiht. Wie der Name ausdrückt, handelte es sich um ein sumpfiges Stück Land und die Gruben sollen dauernd voll Wasser gestanden haben.
Daher wurde ein damals neuer Friedhof oberhalb der neuen Kirche und des Bertramshofes angelegt. Er lag neben der Uckerather Straße, genannt die Holl, der heutigen Schoellerstraße. Am 31. März 1805 fand hier die erste Beisetzung statt. Die Fläche betrug damals nur ein Viertel der heutigen. Noch im 19. Jahrhundert wurde das Gelände erweitert. Das zentrale Friedhofskreuz stammte aus dem Jahr 1756 und hatte bisher am Marktplatz gestanden. Heute steht das Steinkreuz an der Sakristei der Pfarrkirche St. Patricius.

## Grabstätten
Neben den Reihengräbern gab es eine Anzahl von Familiengräbern begüteter Bürger. Ebenso gab es für verdiente Bürger Erbgrabstätten. Erhalten geblieben sind u. a. folgende Grabstätten:
- Bürgermeister Jakob Müller, Gustav Wienecke, Theo Weber und Departementrat Philipp Komp
- Pfarrer Zimmermann, Buffen, Zähren, Lapp, Reusch und Vikar Theißsen
- Sanitätsrat Carl Friedrich Meyer, Färbereibesitzer Julius Gauhe, Spirituosenhersteller Bötticher, Bauunternehmer Fusshöller, Familie Krahforst von Weschpfennig, Gemeinde-Rentmeister Heinrich Bertram

Außerdem hängt hier eine Ehrentafel für die Gefallenen des Ersten Weltkrieges. Sie stammt aus der evangelischen Kirche und wurde nach deren Brand 2002 dort nicht wieder angebracht.

## Neuer Friedhof
1942 wurde am Lascheider Weg ein neuer Friedhof angelegt und die Reihenbestattung am Alten Friedhof eingestellt. Da die Familiengräber weiterhin benutzt werden konnten, fand die letzte Bestattung am 21. Dezember 1967 statt. Am 31. Dezember 1967 wurde der Alte Friedhof endgültig geschlossen.

## Denkmalschutz
Am 30. September 1985 wurde der Alte Friedhof vom Gemeinderat zu einer denkmalgeschützten Anlage erklärt. 1988 wurde er in die Liste der erhaltenswerten historischen Parkanlagen Deutschlands aufgenommen. Gepflegt wird der Friedhof neben der Gemeindeverwaltung vom Heimatverein Eitorf, der dreijährige Patenschaften für einzelne Grabstellen entgegennimmt.